# Klaus Peter Schwarz

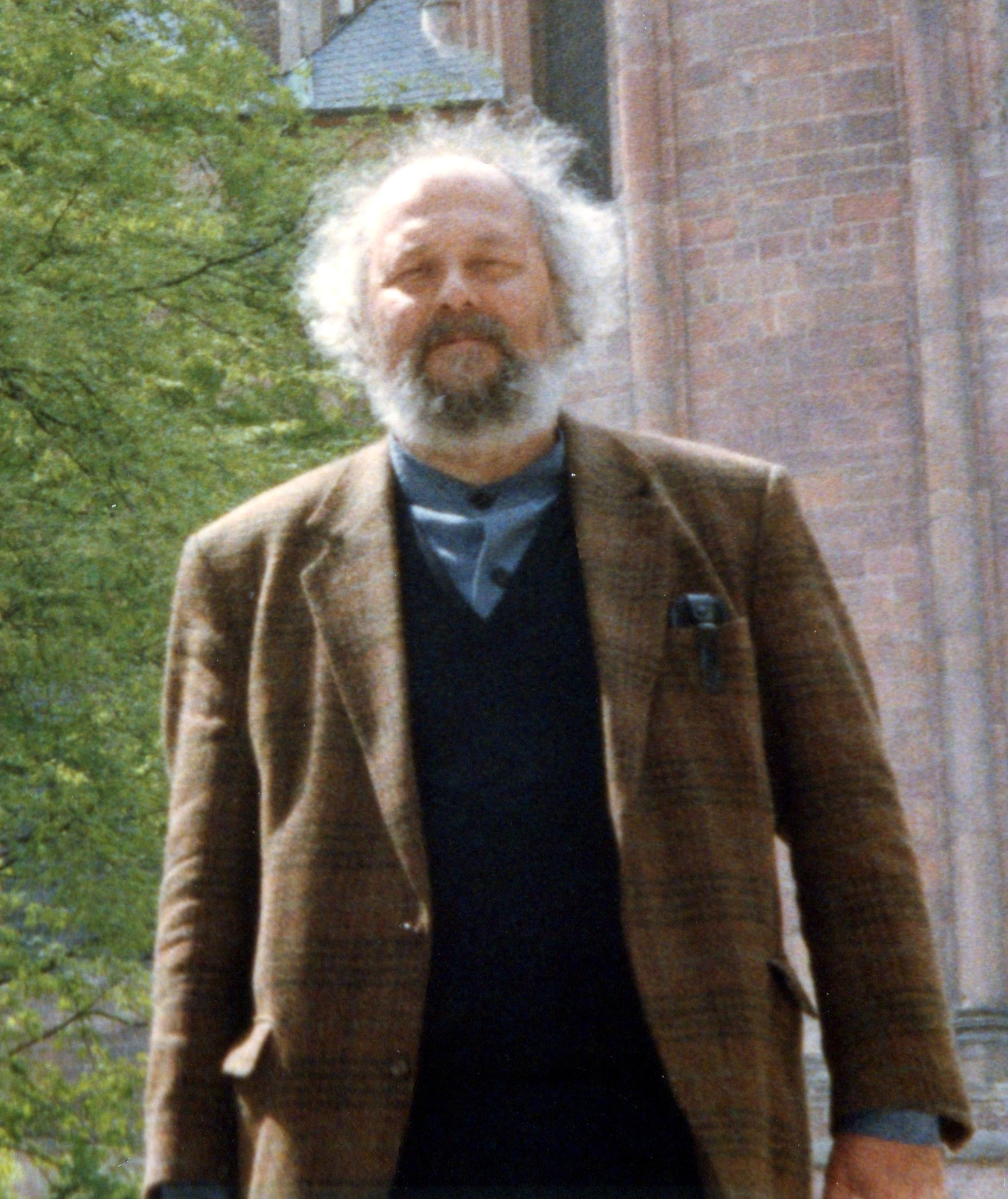
Klaus Peter Schwarz (1992)

Klaus Peter Schwarz (* 19. August 1940 in Duisburg; † 27. Juli 2005 in Köln) war ein deutscher Künstler, Jurist, Pädagoge und Unternehmer.

## Leben
Klaus Peter Schwarz machte das Abitur am Städtischen Naturwissenschaftlichen Gymnasium Rheinhausen (Duisburg). Dann studierte er zunächst Malerei und freie Grafik an der Kunstschule Düsseldorf-Niederkassel (1962–1964). Daneben studierte er Philosophie und Pädagogik (1962–1965) sowie Rechtswissenschaften (1965–1969) an der Universität zu Köln. Die erste Juristische Staatsprüfung am OLG Düsseldorf legte er 1970 ab. Die Ernennung zum Meisterschüler bei Jo Strahn an der Kunstschule Düsseldorf-Niederkassel erfolgte ebenfalls 1970. Darauf folgte sein Studium „Künstlerisches Lehramt an Gymnasien“ von 1972 bis 1974 bei Joseph Beuys und Karl Bobek an der staatlichen Kunstakademie Düsseldorf.
Nach den Staatsprüfungen für das Lehramt in Kunst- und Rechtswissenschaften folgten verschiedene Stationen als Kunsterzieher, Dozent und Lehrer sowie als Fachleiter für das Fach Kunst an Gymnasien. Von 1986 bis 1996 war er schulfachlicher Dezernent für Gymnasien und Gesamtschulen bei der Bezirksregierung Köln sowie Fachdezernent für die Fächer Kunst, Textilgestaltung und Rechtskunde für das Land Nordrhein-Westfalen. Seine letzte Station im Staatsdienst war die des Schulleiters am Apostelgymnasium der Stadt Köln von 1996 bis 2000. Ab 2001 bis zu seinem Tod hatte er die Geschäftsführung des Familienunternehmens Leo Schwarz KG, später Farben Schwarz GmbH & Co. KG inne.
Wichtige ehrenamtliche Tätigkeiten waren die Position des Landesvorsitzenden des Berufsverbandes Bildender Künstler, Landesverband Nordrhein-Westfalen mit maßgeblicher Beteiligung an dem Eintritt des Berufsverbandes in die Gewerkschaft Kunst. 1973–1977 war er Geschäftsführer der Internationalen Gesellschaft der Bildenden Künste (IGBK/IAA/AIAP) Sektion Bundesrepublik Deutschland. In den Jahren 1995 bis 1998 war er Ehrenamtlicher Richter als Beamtenbeisitzer der Disziplinarkammern des Verwaltungsgerichtes Düsseldorf.
Klaus Peter Schwarz war verheiratet und hatte einen Sohn. Er lebte in Köln und im Hunsrück.

## Ausstellungen

### Einzelausstellungen
- 1963: Stadttheater Rheinhausen
- 1964: Forum Bildender Künstler, Essen
- 1964: Galerie Falazik, Bochum
- 1971: Brunnenhaus Bad Sassendorf
- 1971: Galerie Thiwissen, Krefeld
- 1972: Städtische Sammlungen Duisburg-Rheinhausen
- 2000 Retrospektive Ordensmuseum Abtei Kamp, Kamp-Lintfort

### Gruppenausstellungen
- 1964: Galerie Maywald, Paris
- 1964: Museum Gelsenkirchen-Buer
- 1964: Hawoli, Kaiser, Schwarz, Festhalle Viersen
- 1965: Galerie Intergroup, Duisburg
- 1965: Malkasten, Düsseldorf
- 1965: Rathaus Kreuzberg, Berlin
- 1965 Märkisches Museum, Witten
- 1966: Galerie Springhornhof
- 1967: Staatsbad Oeynhausen
- 1968: Forum Bildender Künstler, Essen
- 1968: Galerie Argelander 89, Bonn
- 1970: Malkasten, Düsseldorf
- 1970: Märkisches Museum, Witten
- 1970: Winterausstellung Düsseldorf
- 1971: Bildungswerk Krefeld
- 1971: 10 Jahre Essener Forum, Essen
- 1971: Winterausstellung Düsseldorf
- 1973: KKK Köln
- 1974: IDZ Berlin Kunst in der Schule
- 1974: FBK Berlin
- 1984: Städtisches Museum Mülheim a.d.R. Intergroup 84